# Lijst van Syrisch-katholieke patriarchen van Antiochië

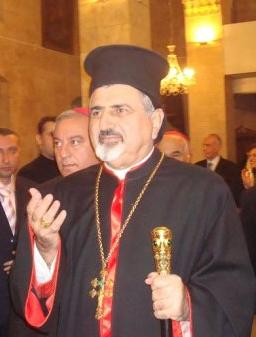
Ignace Joseph III Younan, de huidige patriarch van Antiochië

Onderstaand volgt een lijst van patriarchen van Antiochië van de Syrisch-katholieke Kerk.
| Syrisch-katholiek patriarch van Antiochië | Syrisch-katholiek patriarch van Antiochië                    | Syrisch-katholiek patriarch van Antiochië                    |
| ----------------------------------------- | ------------------------------------------------------------ | ------------------------------------------------------------ |
| vóór 512                                  | zie de lijst van patriarchen van Antiochië                   | zie de lijst van patriarchen van Antiochië                   |
| 512 - 1662                                | zie de lijst van Syrisch-orthodoxe patriarchen van Antiochië | zie de lijst van Syrisch-orthodoxe patriarchen van Antiochië |
| 1662 - 1677                               | Ignatius Andreas Akhidjan                                    |                                                              |
| 1677 - 1702                               | Ignatius Pierre Khaahbadine                                  |                                                              |
| 1702 - 1781                               | zie de lijst van Syrisch-orthodoxe patriarchen van Antiochië | zie de lijst van Syrisch-orthodoxe patriarchen van Antiochië |
| 1782 - 1800                               | Ignatius Dionysius Michel Jaroûë                             |                                                              |
| 1802 - 1810                               | Ignatius Michel II Dâher                                     |                                                              |
| 1814 - 1817                               | Ignatius Simon II Zora                                       |                                                              |
| 1820 - 1851                               | Ignatius Pierre VII Jaroûë                                   |                                                              |
| 1853 - 1864                               | Ignatius Antoine I Samhéry                                   |                                                              |
| 1866 - 1874                               | Ignatius Philippe I Arcous                                   |                                                              |
| 1874 - 1891                               | Ignatius George Chalhat                                      |                                                              |
| 1893 - 1897                               | Ignatius Behnam II Benni                                     |                                                              |
| 1898 - 1929                               | Ignatius Dionisio Efrem II Rahman                            |                                                              |
| 1929 - 1968                               | Ignatius Gabriel I Tappouni                                  | werd in 1935 kardinaal gecreëerd                             |
| 1968 - 1998                               | Ignatius Antoine II Hayek                                    |                                                              |
| 1998 - 2001                               | Ignatius Moussa I Daoud                                      | werd in 2001 kardinaal gecreëerd                             |
| 2001 - 2008                               | Ignatius Pierre VIII Abdel-Ahad                              |                                                              |
| 2009 - heden                              | Ignatius Youssif III Younan                                  |                                                              |